# Мбокани, Дьёмерси
Дьёдонне́ Дьёмерси́ Мбокани́ Безуа́ (фр. Dieudonne Dieumerci Mbokani Bezua; род. 22 ноября 1985[…], Киншаса) — конголезский футболист, нападающий. Выступал за сборную ДР Конго.

## Клубная карьера
Дьёмерси Мбокани начинал заниматься футболом в ДР Конго. Первым его профессиональным клубом был «Бель’Ор», откуда нападающий вскоре перебрался в более известный конголезский клуб «ТП Мазембе».
В сезоне 2006/07 Мбокани играл за бельгийский «Андерлехт». Первым его матчем в Европе стала гостевая игра против «Шарлеруа», в которой конголезец появился на поле на 89-й минуте. До апреля 2007 года Мбокани ещё лишь трижды выходил на замену на последних минутах матчей. Только за пять туров до окончания чемпионата африканец стал получать больше игрового времени и показал себя результативным форвардом, забив в этих пяти матчах 4 мяча.
Летом 2007 года Мбокани подписал контракт с льежским «Стандардом». В сезоне 2007/08 нападающий дебютировал в Кубке УЕФА в первом же матче забив гол в ворота люксембургской команды «Кэрьенг». В том сезоне Мбокани принял участие и в обоих матчах противостояния своей команды с питерским «Зенитом».
В сезоне 2008/09 Мбокани провёл за «Стандард» 42 матча в различных турнирах. В этих играх нападающий забил 21 гол, в том числе 3 в Кубке УЕФА — в ворота «Эвертона», «Севильи» и «Браги».
В сезоне 2009/10 Мбокани дебютировал в Лиге чемпионов и сыграл все 6 матчей группового турнира. 4 ноября 2009 года в домашней игре своей команды против греческого «Олимпиакоса» конголезский нападающий забил гол и сделал голевую передачу Милану Йовановичу.
В июле 2010 года Дьёмерси Мбокани перешёл в «Монако» за 7 миллионов евро. Первый матч за новый клуб провёл 29 августа 2010 года против «Осера», в этом матче конголезец сделал голевую передачу.
По ходу зимнего трансферного окна 2010/11 сообщалось об интересе к конголезскому нападающему английского «Сандерленда». Однако 27 января 2011 года Мбокани перешёл в немецкий клуб «Вольфсбург» на правах аренды до конца сезона 2010/11. В чемпионате Германии Мбокани провёл лишь 7 матчей, большую часть второго круга турнира пропустив из-за травмы колена.
12 августа 2011 года Мбокани перешёл в «Андерлехт», подписав контракт на 3 года. 7 ноября 2012 года Мбокани забил гол в ворота питерского «Зенита» и принёс победу своей команде со счётом 1:0.
21 июня 2013 года футбольный клуб «Динамо» (Киев) официально объявил о подписании четырёхлетнего контракта с Мбокани.
В конце августа 2015 перешёл на правах аренды до конца сезона 2015/16 в «Норвич Сити».
В конце августа 2016 перешёл на правах аренды до конца сезона 2016/17 в «Халл Сити».
30 июня 2017 года нападающий вернулся в киевское «Динамо». Этим же летом был очень близок в переходу в «Олимпиакос», но провалил медицинское обследование и присоединился к «Динамо» на сборах в Австрии. После возвращения дебютировал в матче против донецкого «Шахтёра» за Суперкубок Украины 2017. Дебютным голом отметился уже во втором туре чемпионата Украины против «Шахтёра», принеся «Динамо» минимальную победу 1:0. После матча был признан игроком второго тура чемпионата Украины, и вскоре по мнению болельщиков был признан лучшим футболистом «Динамо» в июле. В марте 2022 стал чемпионом Кувейта в составе Аль-Кувейт.

## Выступления за сборную
Дьёмерси Мбокани выступал за сборную ДР Конго с 2005 по 2010 годы. В мае 2011 года Мбокани был пожизненно отлучён от выступлений за национальную команду. Причиной наказания стало то, что форвард симулировал травму, чтобы отказаться от поездки в сборную на матч отборочного турнира КАН—2012 против команды Маврикия, а также систематическое нарушение игроком режима. Однако Дьёмерси Мбокани принял участие в КАН-2013 и КАН-2015. На последнем сумел отличиться трижды — дважды в четвертьфинале против Республики Конго (конечный счёт 4:2) и один раз в полуфинальном матче против сборной Кот-д’Ивуара (все равно конголезцы проигали 1:3).
В апреле 2016 года Мбокани отказался выступать за сборную, когда федерация наложила на него штраф из-за неявки на матч против Анголы в рамках отборочного турнира на Кубок африканских наций. Футболист не смог прилететь на игру из-за теракта в Брюссельском аэропорту, в котором он находился в тот момент, направляясь в сборную.

## Достижения
Командные
«Андерлехт»
- Чемпион Бельгии (3): 2006/07, 2011/12, 2012/13
- Обладатель Суперкубка Бельгии: 2012

«Стандарт» (Льеж)
- Чемпион Бельгии (2): 2008/09, 2009/10
- Обладатель Суперкубка Бельгии: 2009

«Динамо» (Киев)
- Чемпион Украины: 2014/15
- Обладатель Кубка Украины (2): 2013/14, 2014/15

«Антверпен»
- Обладатель Кубка Бельгии: 2019/20

Личные
- Лучший футболист года в Бельгии (в составе «Андерлехта»): 2012
- Лауреата приза «За весомый вклад в развитие бельгийского футбола»

## Клубная статистика
| Выступление          | Выступление      | Выступление      | Чемпионат | Чемпионат | Кубки | Кубки | Еврокубки | Еврокубки | Прочие | Прочие | Итого | Итого |
| Клуб                 | Лига             | Сезон            | Игры      | Голы      | Игры  | Голы  | Игры      | Голы      | Игры   | Голы   | Игры  | Голы  |
| -------------------- | ---------------- | ---------------- | --------- | --------- | ----- | ----- | --------- | --------- | ------ | ------ | ----- | ----- |
| Андерлехт (аренда)   | Лига Жюпиле      | 2006/07          | 9         | 4         | 1     | 1     | 0         | 0         | 0      | 0      | 10    | 5     |
| Андерлехт (аренда)   | Итого            | Итого            | 9         | 4         | 1     | 1     | 0         | 0         | 0      | 0      | 10    | 5     |
| Стандарт (Льеж)      | Лига Жюпиле      | 2007/08          | 32        | 15        | 5     | 3     | 3         | 1         | 0      | 0      | 40    | 19    |
| Стандарт (Льеж)      | Лига Жюпиле      | 2008/09          | 31        | 17        | 1     | 1     | 10        | 3         | 0      | 0      | 42    | 21    |
| Стандарт (Льеж)      | Лига Жюпиле      | 2009/10          | 24        | 7         | 1     | 0     | 12        | 3         | 0      | 0      | 37    | 10    |
| Стандарт (Льеж)      | Итого            | Итого            | 87        | 39        | 7     | 4     | 25        | 7         | 0      | 0      | 119   | 50    |
| Монако               | Лига 1           | 2010/11          | 10        | 1         | 1     | 0     | 0         | 0         | 0      | 0      | 11    | 1     |
| Монако               | Итого            | Итого            | 10        | 1         | 1     | 0     | 0         | 0         | 0      | 0      | 11    | 1     |
| Вольфсбург (аренда)  | Бундеслига       | 2010/11          | 7         | 0         | 0     | 0     | 0         | 0         | 0      | 0      | 7     | 0     |
| Вольфсбург (аренда)  | Итого            | Итого            | 7         | 0         | 0     | 0     | 0         | 0         | 0      | 0      | 7     | 0     |
| Андерлехт            | Лига Жюпиле      | 2011/12          | 26        | 15        | 0     | 0     | 5         | 1         | 0      | 0      | 31    | 16    |
| Андерлехт            | Лига Жюпиле      | 2012/13          | 27        | 19        | 2     | 1     | 8         | 6         | 1      | 1      | 38    | 27    |
| Андерлехт            | Итого            | Итого            | 53        | 34        | 2     | 1     | 13        | 7         | 1      | 1      | 69    | 43    |
| Динамо (Киев)        | Премьер-лига     | 2013/14          | 25        | 13        | 2     | 1     | 6         | 2         | 0      | 0      | 33    | 16    |
| Динамо (Киев)        | Премьер-лига     | 2014/15          | 8         | 3         | 1     | 0     | 3         | 0         | 1      | 0      | 13    | 3     |
| Динамо (Киев)        | Премьер-лига     | 2017/18          | 21        | 9         | 2     | 0     | 7         | 3         | 1      | 0      | 31    | 12    |
| Динамо (Киев)        | Итого            | Итого            | 54        | 25        | 5     | 1     | 16        | 5         | 2      | 0      | 77    | 31    |
| Норвич Сити (аренда) | Премьер-лига     | 2015/16          | 29        | 7         | 2     | 0     | 0         | 0         | 0      | 0      | 31    | 7     |
| Норвич Сити (аренда) | Итого            | Итого            | 29        | 7         | 1     | 0     | 0         | 0         | 0      | 0      | 30    | 7     |
| Халл Сити (аренда)   | Премьер-лига     | 2016/17          | 12        | 0         | 1     | 0     | 0         | 0         | 0      | 0      | 13    | 0     |
| Халл Сити (аренда)   | Итого            | Итого            | 12        | 0         | 1     | 0     | 0         | 0         | 0      | 0      | 13    | 0     |
| Антверпен            | Лига Жюпиле      | 2018/19          | 31        | 11        | 1     | 1     | 4         | 1         | 0      | 0      | 36    | 13    |
| Антверпен            | Лига Жюпиле      | 2019/20          | 28        | 18        | 5     | 5     | 0         | 0         | 0      | 0      | 33    | 23    |
| Антверпен            | Лига Жюпиле      | 2020/21          | 18        | 7         | 0     | 0     | 0         | 0         | 0      | 0      | 18    | 7     |
| Антверпен            | Итого            | Итого            | 77        | 36        | 6     | 6     | 4         | 1         | 0      | 0      | 87    | 43    |
| Всего за карьеру     | Всего за карьеру | Всего за карьеру | 338       | 146       | 24    | 13    | 58        | 20        | 3      | 1      | 423   | 180   |